# 僜語
僜語是僜人语言的统称，包括两种语言：
- 达让语，属于义都-达让语支；
- 格曼语，属于格曼语支。

目前语言学界已经很少使用僜语的概念。